# Богданов, Михаил Андреевич
Михаи́л Андре́евич Богда́нов (8 декабря 1898 — 27 мая 1969) — советский военачальник, генерал-майор (1942).

## Биография
Родился 8 декабря 1898 года в городе Санкт-Петербург в семье рабочего.
С 13 лет начал трудовую деятельность на предприятиях города. Призван в царскую армию на исходе Первой мировой войны. Участвовал в штурме Зимнего дворца в 1917 году. В период Гражданской войны командовал отделением и взводом.
В 1920-е годы М. А. Богданов находился на различных командных и штабных должностях в рядах Красной Армии. Затем поступил на учёбу в военную академию имени М. В. Фрунзе, которую успешно закончил в начале 1930-х годов. После учёбы занимал должности начальника оперативного отдела стрелковой дивизии, начальника штаба дивизии и начальника оперативного отдела штаба стрелкового корпуса. Командовал стрелковой дивизией в Белорусском военном округе.
Во время Гражданской войны в Испании, полковник М. А. Богданов, знающий испанский язык, находился в Испании в качестве военного советника бригады, дивизии, штаба Валенсийского участка фронта, за что в 1938 году был награждён орденами Ленина и Красного Знамени.
17 мая 1939 командиру 37-й стрелковой дивизии М. А. Богданову присвоено звание комбрига.

### Бои на Халхин-Голе
Летом 1939 года комбриг Богданов назначен начальником штаба 57-го особого корпуса, 19 июля того же года корпус был преобразован в 1-ю армейскую группу. В разгар боёв на Халхин-Голе комбриг М. А. Богданов в качестве начальника штаба вошёл в Военный совет 1-й армейской группы, образованной в соответствии с постановлением Главного Военного Совета от 15 июля 1939 года для подготовки контрнаступления советских войск. М. А. Богданов участвовал в разработке плана операции и, по мнению радиостанции Би-Би-Си, сыграл ключевую роль в общем окружении и разгроме японских войск. По окончании боевых действий в сентябре 1939 года приказом НКО СССР был назначен заместителем командующего 1-й армейской группы (Улан-Батор). В том же месяце Постановлением Правительства СССР назначен председателем советско-монгольской делегации в Смешанной комиссии по разрешению спорных вопросов о государственной границе между МНР и Маньчжоу-Го в районе конфликта.
В ходе переговоров стороны зашли в тупик, так как ни одна из сторон не признавала карты другой стороны в качестве основы для переговоров. Тогда комбриг М. А. Богданов согласился взять в качестве основы китайскую карту картографов династии Цин. Однако Москва не признала эту карту официальным документом и отозвала руководителя советской делегации.
За совершенную «грубейшую ошибку, нанесшую ущерб престижу СССР», М. А. Богданов был предан суду. 1 марта 1940 года Военной коллегией Верховного суда СССР он был осуждён по ст. 193-17 пункт «а» на 4 года ИТЛ.
Награждён орденом Красного Знамени указом от 17 ноября 1939 года:

О награждении орденами и медалями СССР начальствующего состава, красноармейцев Рабоче-Крестьянской Красной Армии и пограничной охраны, членов семей начсостава и работников госпиталей.
За образцовое выполнение боевых заданий Правительства и проявленные при этом доблесть и мужество наградить:
Орденом Красного Знамени
«……№ 269. Комбрига Богданова Михаила Андреевича….»
Председатель Президиума Верховного Совета СССР М. КАЛИНИН.
Секретарь Президиума Верховного Совета СССР А. ГОРКИН.
Москва, Кремль. 17 ноября 1939 г.

Также награждён орденом «Красного знамени» МНР.

### Великая Отечественная война
Постановлением Верховного Совета СССР от 23 августа 1941 года был амнистирован со снятием судимости и возвращением наград и направлен в распоряжение НКО СССР.
Восстановлен в прежнем звании «комбриг».
С 22 декабря 1941 по 4 января 1943 года — командир 461-й стрелковой дивизии (переформирована в 69-ю стрелковую дивизию). После переброски на фронт дивизия держала оборону в Смоленской области.
1 января 1943 года на участке дивизии немецкие войска произвели неожиданный артналёт и атаку, взяли пленных, заняли первую траншею, только к полудню советские войска восстановили положение. В результате командиров полков и батальонов лишили наград и званий, командира дивизии М. А. Богданова сняли с должности, в этот же день дивизия была сменена на передовой другой и отведена на 15 километров в тыл.
С 21 марта 1943 по 31 мая 1943 года — командир 127-го гвардейского стрелкового полка 42-й гвардейской стрелковой дивизии.
С 31 мая по 22 августа 1943 года — заместитель командира 5-й гвардейской воздушно-десантной дивизии, с 31 мая по 16 июля 1943 года исполнял обязанности командира дивизии. По воспоминаниям И. Г. Попова:

В лице заместителя комдива генерал-майора М. А. Богданова 5-я гвардейская воздушно-десантная дивизия получила отличного методиста, офицера исключительно широкого военного кругозора и больших знаний. Он лично руководил многими тактическими учениями, в частности, учением на тему «Встречный бой». Учение это прошло живо, увлекательно, а уроки, преподанные в ходе занятий Богдановым, скоро всем нам очень пригодились.

С 5 сентября 1943 по 11 мая 1945 года — командир 8-й гвардейской воздушно-десантной дивизии (переформирована 29 декабря 1944 года в 107-ю гвардейскую стрелковую дивизию).
Богданов М. А. закончил Великую Отечественную войну в должности командира дивизии и в звании генерал-майора.

### После войны
В послевоенный период генерал-майор Богданов М. А. продолжал службу в рядах Вооруженных сил СССР, занимая должности: заместителя командира стрелкового корпуса, заместителя командующего военным округом по боевой подготовке, начальника штаба военного округа, начальника военной кафедры Казахского государственного университета. 15 августа 1959 года вышел в отставку по болезни, после проживал в городе Рига. Умер 27 мая 1969 года, похоронен с воинскими почестями в Риге.

## Воинские звания
- полковник
- комбриг (17.05.1939)[16]
- генерал-майор (1.10.1942)[10]

## Награды
- два ордена Ленина (02.03.1938, 21.02.1945);
- четыре ордена Красного Знамени (27.08.1938, 17.11.1939[7], 03.11.1944, 24.06.1948);
- орден Суворова II степени (29.06.1945)[17];
- орден Отечественной войны I степени (19.10.1943)[18];
- медали Советского Союза
- иностранные награды, в том числе:
  - орден «Красное Знамя за воинскую доблесть» (Монголия, 1939)[19];
  - орден «За боевые заслуги» (Монголия, 22.04.1968)[19];
  - знак «Участнику боёв у Халхин-Гола»
  - орден «Легион почёта» степени командор (США, 1945)[20];
  - Бронзовая звезда (США, 1945);
  - орден Заслуг Венгерской Народной Республики III класса (ВНР)[21]

## Память
Именем генерал-майора Богданова М. А. названы улицы в:
- посёлке Опошня Зеньковского района Полтавской области, Украина.
- селе Романова Балка Первомайского района Николаевской области, Украина.